# مسکو (تگزاس)
مسکو، تگزاس(به انگلیسی: Moscow, Texas) شهری در ایالت تگزاس از ایالات جنوبی ایالات متحده آمریکا است.